# Jaclyn LaBerge
Jaclyn LaBerge (* 20. September 1984 in Calgary, Alberta) ist eine kanadische Skeletonsportlerin.
Jaclyn LaBerge lebt in Calgary und begann 2006 mit dem Skeletonsport. Ihre ersten Rennen im Leistungsbereich bestritt sie im Rahmen Kanadischer Meisterschaften, bei denen sie 2007 Zehnte und 2008 Achte wurde. Zum Auftakt der Saison 2008/09 nahm die Kanadierin in Park City an ihren ersten Rennen im America’s Cup teil. Schon bei ihrem ersten Einsatz erreichte sie als Achtplatzierte ein Top-Ten-Ergebnis. Bei fünf Saisonrennen verpasste sie nur einmal als Elfte ein Top-Ten-Resultat. In der Gesamtwertung erreichte LaBerge den neunten Platz. Besonders erfolgreich wurde die folgende Saison. In sieben der acht Saisonrennen kam die Kanadierin zum Einsatz und erreichte durchweg einstellige Ergebnisse. Im ersten Saisonrennen in Park City wurde sie hinter Diana Gruber und Robynne Thompson Dritte und erreichte damit erstmals das Podium. Die beiden folgenden Rennen gewann sie und wurde im weiteren Saisonverlauf nochmals Zweite in Calgary. In der Gesamtwertung belegte sie vor Lanette Prediger und Robynne Thompson den ersten Platz. In der folgenden Saison konnte sie das Leistungsniveau mit Platzierungen zwischen 2 und 5 halten und tauschte in der Gesamtwertung mit Prediger die Plätze. In den folgenden drei Wintern nahm sie nur vereinzelt an internationalen Rennen teil und gewann dabei im Dezember 2012 ein weiteres Rennen im mittlerweile umbenannten Nordamerikacup.
2014 gewann LaBerge mit Bronze ihre erste Medaille bei nationalen Meisterschaften. Sie kehrte dauerhaft in die internationalen Wettkämpfe zurück und startete mit einem weiteren Sieg und einem zweiten Platz beim Skeleton-Nordamerikacup 2014/15 in Park City in die Saison. Anschließend wechselte sie in den höherrangigen Intercontinentalcup, wo sie zuerst 22. und 17. Ränge bei ihren ersten Rennen in Europa in Königssee und Winterberg belegte. Bei den Rennen in Kanada in der zweiten Saisonhälfte erreichte sie zwei vierte Plätze und zwei Siege und wurde in der Gesamtwertung noch Sechste. 2015/16 startete LaBerge mit zwei weiteren Siegen und zwei zweiten Plätzen beim Nordamerikacup auf ihrer Heimbahn in Calgary in den Winter.